# Воздушный транспорт Кубы
Воздушный транспорт Кубы — один из видов транспорта в Республике Куба, который включает в себя как собственно воздушные суда, так и необходимую для их эксплуатации инфраструктуру — аэропорты, диспетчерские и технические службы.

## История
8 октября 1929 года на Кубе была создана первая авиакомпания — Compañía Nacional Cubana de Aviación Curtiss S.A..
В апреле 1945 года на конференции в Гаване Куба стала одним из соучредителей Международной ассоциации воздушного транспорта.
25 апреля 1951 года в небе над Ки-Уэст самолёт ВМФ США столкнулся в небе с выполнявшим рейс из Майами в Гавану пассажирским самолётом DC-4 кубинской авиакомпании «Cubana», в результате оба самолёта потеряли управление и упали в океан, погибли 43 человека.
В ночь с 31 декабря 1958 на 1 января 1959 года кубинский диктатор Ф. Батиста с группой сторонников на четырёхмоторном самолёте вылетел с военной базы «Campo Columbia» в Доминиканскую Республику, на ещё одном самолёте из столичного аэропорта улетела в США группа высокопоставленных правительственных чиновников и полицейских режима Батисты (после этого количество оставшихся на Кубе самолётов гражданской авиации сократилось).
После победы Кубинской революции США ввели санкции против Кубы. 
Утром 15 апреля 1960 года, перед началом вторжения на Кубу подготовленной США «бригады 2506» два бомбардировщика B-26 (с опознавательными знаками ВВС Кубы) нанесли удар по аэропорту «Антонио Масео» в городе Сантьяго-де-Куба, сбросив 100-фунтовые авиабомбы производства США и обстреляв его из 12,7-мм пулемётов. В результате, на взлётно-посадочной полосе сгорел самолёт DC-3 авиакомпании «Cubana de Aviacion».
Во время визита кубинской делегации во главе с Ф. Кастро на юбилейную XV сессию Генеральной Ассамблеи ООН в Нью-Йорке 18-28 сентября 1960 года власти США предпринимали меры по осложнению работы кубинских дипломатов. Самолёту авиакомпании «Cubana de Aviacion», на котором прибыла кубинская делегация разрешили приземлиться в аэропорту Нью-Йорка, но после закрытия ассамблеи ООН полицейские власти Нью-Йорка наложили запрет на вылет этого самолёта из аэропорта (несмотря на то, что правительство США официально признало новое правительство Кубы 7 января 1959 года, а дипломатический транспорт имеет специальный статус). В результате, кубинская делегация вернулась на Кубу на самолёте Ил-18 советской делегации. 
С 10 октября 1960 года США установили экономическую блокаду страны и ввели эмбарго на поставки Кубе любых товаров (за исключением продуктов питания и медикаментов), что осложнило эксплуатацию и техническое обслуживание авиапарка (так как в это время основу гражданской авиации страны составляли самолёты американского производства).
В 1960—1980-х годах имело место сотрудничество Кубы с СССР и другими социалистическими государствами, в этот период в гражданскую авиацию поступали самолёты советского производства. Так, 4 марта 1961 года было подписано соглашение о воздушном сообщении между ЧССР и Кубой.
В июле 1962 года в Гаване было подписано советско-кубинское соглашение о воздушном сообщении, однако под давлением США ни одна западноевропейская страна не дала согласия на пролёт советских самолётов гражданской авиации через её воздушное пространство для совершения полётов на Кубу. В результате, первые несколько рейсов советских самолётов были выполнены с промежуточной посадкой в Гвинее, по маршруту Москва — Конакри — Гавана. С 7 января 1963 года полеты в Гавану стали выполняться через Мурманск и далее по нейтральным водам Северного и Атлантического океанов.
Весной 1966 года из СССР были поставлены первые три самолёта Ан-24 для авиакомпании «Кубана», весной 1967 года начались поставки самолётов Ан-2М для сельскохозяйственной авиации
После победы на президентских выборах 3 ноября 1970 года в Чили Сальвадор Альенде отказался от участия в торгово-экономической блокаде Кубы и начал развивать с ней отношения. В 1971 году было открыто регулярное воздушное сообщение Гавана — Лима — Сантьяго, но после военного переворота 11 сентября 1973 года в Чили полёты по этому маршруту были прекращены.
В 1973 году авиационный транспорт Кубы обеспечивал связи Гаваны с важнейшими центрами страны, а также г. Сантьяго-де-Куба с городами провинции Орьенте. Воздушные линии соединяли Гавану с Прагой, Мадридом и Мехико. Аэрофлот СССР обслуживал линию Москва — Гавана.
В марте 1975 года полёты на Кубу возобновила мексиканская государственная авиакомпания CMA. 29 июля 1975 года на 16-м консультативном заседании Организация американских государств отменила свои санкции против Кубы (введённые в июле 1964 года под давлением США). В этом же году Куба установила воздушное сообщение с Панамой и Канадой.
Вслед за этим, кубинские эмигранты-«гусанос» совершили ряд диверсий против гражданского воздушного транспорта Кубы:
- за короткий срок они предприняли попытку взорвать кубинский самолёт на Ямайке; заложили бомбы в отделения авиакомпании «Cubana» в Колумбии и Панаме[13].
- 6 октября 1976 года они взорвали пассажирский самолёт DC-8 авиакомпании «Cubana», выполнявший пассажирский рейс из Барбадоса на Ямайку[13] (погибли все 73 человека, находившиеся на борту).
- 30 декабря 1980 года в Майами бомба (1,5 кг динамита с часовым механизмом в атташе-кейсе) была оставлена на втором этаже здания «Palm Spring Center», у входа в офис компании «American Airways Charter», которая предлагала помощь в оформлении авиабилетов на Кубу. Бомба была обнаружена уборщиком и обезврежена до взрыва[14], но работа с кубинскими авиакомпаниями была прекращена.

В апреле 1979 года Куба установила дипломатические отношения с Гренадой, правительство Гренады отказалось от участия в экономической блокаде Кубы. В соответствии с межправительственным соглашением кубинские строители были отправлены на Гренаду для участия в строительстве нового аэропорта, однако после военного вторжения США на Гренаду 25 — 27 октября 1983 года сотрудничество между странами было разорвано.
После победы в июле 1979 года Сандинистской революции в Никарагуа, новое правительство страны также отказалось от участия в экономической блокаде Кубы. Фолклендский кризис 1982 года и экономические санкции, установленные США против Никарагуа ознаменовали перелом в отношениях с Кубой со стороны стран Латинской Америки. География деятельности кубинских авиакомпаний расширилась.
В 1983 году была создана авиакомпания «AeroCaribbean».
В июне 1985 года в Гаване был создан институт гражданской авиации (Instituto de Aeronáutica Civil de Cuba).
В 1995 году была создана авиакомпания «Aerotaxi», в 1997 году начала работу авиакомпания «Aerogaviota».
В декабре 2005 года из России был получен пассажирский самолёт Ил-96-300, в марте 2006 года — второй Ил-96-300. Они были переданы в авиакомпанию «Cubana de Aviacion» (заменив два самолёта DC-10, выведенных из эксплуатации по техническому состоянию).
В период с августа 2007 до февраля 2009 года для кубинской авиакомпании «Cubana de Aviacion» из России было поставлено четыре самолёта типа Ту-204 (два пассажирских Ту-204-100Е и два грузовых Ту-204СЕ).
Начавшийся в 2008 году экономический кризис осложнил положение в кубинской гражданской авиации, и в 2009 году авиакомпания «Aerotaxi» была закрыта.
25 февраля 2010 года президентом Украины стал В. Ф. Янукович, началось восстановление торгово-экономических связей между Украиной и Кубой — существовавших с советских времён, но разорванных после «оранжевой революции» по инициативе украинской стороны (в апреле 2005 года президент США Дж. Буш и президент Украины В. А. Ющенко подписали совместное заявление «Повестка дня нового века для украинско-американского стратегического партнёрства», в котором Украина принимала на себя обязательства «поддерживать продвижение свободы в таких странах как Белоруссия и Куба». Вслед за этим, правительство Кубы направило ноту протеста в МИД Украины. 7 апреля 2005 официальная делегация республики Куба во главе с замминистра внутренних дел страны Эумелио Кабайеро в срочном порядке прервала визит на Украину и вернулась на родину).
В июле 2012 года было подписано соглашение о покупке в лизинг для кубинской авиакомпании «Cubana» партии пассажирских самолётов Ан-148 и Ан-158, кредит на оплату которых предоставил российский банк «Росэксимбанк» (всего в 2012—2013 годах Куба успела получить шесть Ан-158).
4 сентября 2013 года кубинская авиакомпания «Cubana de Aviación» заключила трёхстороннее соглашение с украинскими компаниями ГП «Антонов» и «Мотор Сич», которое предусматривало модернизацию самолётов Ан-2 авиакомпании до уровня Ан-2-100 за счёт установки двигателя МС-14 производства «Мотор Сич», винта АВ-17 производства российской компании «Аэросила» и поставки запасных частей производства ГП «Антонов». В это время в кубинской авиации насчитывалось 140 самолётов Ан-2, стоимость модернизации одного кубинского Ан-2 до уровня Ан-2-100 оценивалась в 850 тыс. долларов США (с учётом обучения украинскими специалистами кубинского лётного и технического персонала, а также авторского сопровождения эксплуатации самолётов Ан-2-100 на Кубе — до 1 млн долларов), что являлось выгодным для каждой стороны, однако после государственного переворота 22 февраля 2014 года на Украине выполнение обязательств по соглашению было прекращено. Тем не менее, в 2014 году на кубинском авиаремонтном предприятии «UEB Los Palacios» в провинции Пинар-дель-Рио успели отремонтировать пять самолётов Ан-2, 25 моторов и 37 винтов к ним.
После восстановления 20 июля 2015 года дипломатических отношений между США и Кубой, 17 декабря 2015 года было подписано американо-кубинское соглашение о техническом обслуживании самолётов гражданской авиации, в 2016 году авиарейсы на Кубу начали совершать девять авиакомпаний США (но уже в марте 2017 года две из них — «Silver Airways» и «Frontier Airlines» — прекратили полёты на Кубу, а 16 июля 2017 года президент США Дональд Трамп объявил о прекращении «политики сближения с Кубой» и введении новых санкций против Кубы).
В сентябре 2016 года Куба купила техническую документацию на выполнение ремонта вертолётов Ми-8Т (на авиаремонтном заводе им. Ю. А. Гагарина).
18 мая 2018 года в международном аэропорту Гаваны разбился пассажирский «Боинг-737» кубинской авиакомпании «Cubana», взятый в аренду у мексиканской авиакомпании «Global Air».
26 октября 2019 года правительство США запретило самолётам авиакомпаний США выполнять рейсы в девять аэропортов Кубы (разрешив совершить посадку лишь в столичном аэропорту). Распространившаяся в марте 2020 года на Кубу эпидемия COVID-19 привела к ограничению авиасообщения Кубы с другими странами мира.

## Современное состояние
На Кубе действуют авиакомпании «Cubana de Aviación», «Aerogaviota», «AeroCaribbean» и «Aero Varadero».
- количество аэропортов: 136
  - в том числе, с твёрдым покрытием: 65